# Nabil Shaban
Nabil Shaban (Amman, 12 febbraio 1953) è un attore britannico di origine giordana.
Ha fondato la Graie (pronuncia gray-eye, dall'inglese occhio grigio) - una compagnia teatrale che promuove artisti con disabilità.
Nabs si è formato presso l'Università del Surrey alla fine degli anni settanta. Uno dei suoi ruoli televisivi più memorabili è stato quello dell'orribile rettile alieno Sil nella serie televisiva di fantascienza, Doctor Who. Shaban ha interpretato Sil in due episodi: Vengeance Varos (1985) e Mindwarp (1986). Shaban è particolarmente noto tra i fan di Dr Who per la risata che ha donato al personaggio di Sil.
Nel 1993 recita nella parte di un marziano per il film Wittgenstein di Derek Jarman, con lo scopo di rappresentare il dubbio nelle certezze del filosofo protagonista del film.
È apparso in diversi film tra cui La città della gioia (1992) e I figli degli uomini (2006).
Nel 2003 ha realizzato un documentario televisivo in cui ha esplorato la possibilità che il capo vichingo Ívarr Ragnarsson possa aver avuto l'osteogenesi imperfetta: lui stesso ne è affetto.
Nel 2005 è stato nominato miglior attore di teatro in Scozia, dal Critics' Awards for Theatre in Scotland (CATS), per il suo ruolo come Macheath ("Mackie Messer"/"Mack the Knife") ne L'opera da tre soldi di Bertolt Brecht: ironia della sorte, Nabil ha perso a favore dell'altro candidato, David Tennant, che nello stesso anno avrebbe interpretato il Doctor Who, nella nuova serie televisiva del 2005.